# Sauze d’Oulx
Sauze d’Oulx – miejscowość i gmina we Włoszech, w regionie Piemont, w prowincji Turyn.
Sauze d'Oulx wchodzi w skład jednego z największych ośrodków narciarskich we Włoszech, Via Lattea.
Według danych na rok 2004 gminę zamieszkiwały 982 osoby, 57,8 os./km². Podczas Igrzysk w Turynie 2006 r. odbywały się tu konkurencje narciartwa dowolnego jezda po muldach i skoki akrobatyczne.